# Gan Ning
En aquest nom xinès, el cognom és Gan.
Gān Níng va ser un general militar servint sota el senyor de la guerra Sun Quan durant el període de la tardana Dinastia Han Oriental de la història xinesa. Va néixer a Linjiang, Comandància Ba (en l'actualitat Comtat de Zhong, Chongqing).

## Biografia

### Inicis com a pirata
De jove, Gan va servir sota el senyor de la guerra Liu Yan però es van revoltar quan aquest últim va morir. Després de la seva fallida revolta, va liderar una banda de bandits armats d'arcs i ballestes que vagava per les terres. Portaven les campanes sobre la cintura i ornaments d'os en el seu cabell com una marca, fent que els plebeus fugiren o s'amagaren en sentir el so de les campanes. Va estar saquejant, robant i matant, fins que va decidir seguir les arts acadèmiques. Després de la lectura d'alguns textos literaris de diferents filòsofs, Gan demanà el patrocini del senyor de la guerra Liu Biao, però va ser rebutjat pel seu rerefons delictiu.

### Servint sota Huang Zu
En lloc, ell anà a unir-se al general de Liu Biao Huang Zu, que era un noble local i senyor de la guerra de Jiangxi. Huang no confiava en ell i li va donar una posició indigna. En un atac contra Huang per part del general de Sun Quan, Ling Cao, a la batalla de Xiakou, Huang va estar a prop de ser mort, i enmig del caos i el desordre, Gan va disparar una fletxa perduda que va matar a Ling, el que va permetre la retirada amb seguretat de Huang. No obstant això, l'avergonyit Huang no el recompensà ni el va tractar correctament.
Su Fei, un amic de Gan, era un servent de confiança de Huang Zu, així que va recomanar Gan a Huang en diverses ocasions. Tot i això, Huang va refusar-hi les recomanacions de Su, basat principalment en el passat Gan, i fins i tot va
 als seus homes per abandonar Gan. No obstant això, Gan era conscient de la situació i estava preocupat, així que Su va demanar el post de la prefectura de Zhu per Gan, i Huang va nomenar com a cap, el que va permetre Gan el travessar la frontera de la prefectura de Zhu per unir-se Sun Quan amb diversos centenars dels seus homes.

### Batalla de Jiangxia
En arribar al campament de Sun Quan, Gan va ser recomanat per Zhou Yu i Lü Meng per reunir-se fit a fit amb Sun. En la reunió subsegüent, Gan detalla les raons per les quals Sun podria vèncer a Huang Zu, i fins i tot debat amb Zhang Zhao, un oficial sènior que tenia una opinió diferent que ell, per persuadir a Sun de marxar cap a l'oest per destruir Huang Zu d'una vegada per totes. Sun finalment segueix el consell de Gan, i porta aquest últim amb ell (Gan va ser part del seguici personal de Sun en comptes de personal militar) durant la batalla de Jiangxi. Tot i que guanyar la batalla va ser molt més difícil del que havia estimat Gan, Huang Zu va ser capturat en efecte, i finalment a Gan se li va donar un càrrec militar després de la victòria.
Gan aleshores va demanar l'amnistia per Su Fei quan Sun Quan específicament va ordenar als caps de Huang Zu i Su. Estant decidit a salvar el seu amic, Gan fins i tot li va dir a Sun d'intercanviar el seu propi cap en cas Su tractés de fugir; Sun va ser commogut per les paraules de Gan i va accedir a la seva petició.

### Batalles contra les forces de Cao Cao
Històricament, no gaire generals sota Sun Quan van participar en la batalla dels Penya-segats Rojos (al contrari que en la representació a la novel·la històrica del Romanç dels Tres Regnes de Luo Guanzhong), però Gan definitivament va ser un participant. Després d'una victòria completa en la batalla, ell va seguir a Zhou Yu per llançar una campanya a la comandància Nan. Durant la guerra, li va dir a Zhou que podia liderar una força lleugera i així ocupar Yiling en anticipació per assegurar l'entrada a la Província de Yi. Ell va reeixir en la seva missió, però el comandant enemic, Cao Ren immediatament va enviar de cinc a sis mil tropes de cavalleria forta a Yiling, i el va tenir envoltat dins de la ciutat. Quan la força de Wu va tenir notícies que Gan estava sent assetjat, gairebé tothom li va dir a Zhou que no hi havia prou homes de reserva per fer de força d'alliberament. Això no obstant, Lü Meng es va posar dret i va dir que s'havia de salvar a Gan Ning, i que ell garantia que Ling Tong podria protegir el campament principal pel seu compte durant deu dies com a mínim. Per tant, Gan va ser salvat, aconseguit únicament a causa del suggeriment de Lü Meng i l'acció honorable Ling Tong (irònicament, Gan havia matat el pare de Ling Tong, Ling Cao).
Posteriorment, Gan va actuar com l'avantguarda de Sun Quan per atacar Wan, una ciutat llavors sota el control de Cao Cao. Sent el primer a enfilar a la muralla de la ciutat, ell també personalment va fer caure al Governador de Wan, Zhu Guang, amb una cadena de ferro, que va ser capturat. Per tant, se li va donar el títol de General Trencador de Rang, sent en segon lloc en el crèdit Lü Meng pels èxits en aquesta batalla.

### El clot de Guan Yu
Quan Lü Meng i Ling Tong van prendre tres comandàncies del sud de la Província de Jing de Guan Yu, Gan estacionà les seves tropes a Yiyang en previsió del contraatac de Guan. Venint de Jiangling, Guan va ser interceptat per Gan i Lu Su que l'estaven esperant allí, aleshores Gan li va dir Lu Su que Guan no gosaria confrontar-los mentre ell hi estigués present, i que ell podria capturar Guan si tenia 800 soldats sota el seu comandament; d'altra banda, Guan estava dirigint 30.000 soldats en eixe moment, així que Lu Su li va donar a Gan 1.000 homes, els quals ell conduiria a desafiar a Guan a una batalla immediatament. De fet, Guan no va gosar acceptar el repte de Gan, i a causa d'això, la ubicació de l'incident encara es diu avui "Clot de Guan Yu". Després d'algunes escaramusses al sud de Jing, Liu Bei va rebre informacions sobre que Cao Cao estava considerant la possibilitat d'una invasió en Hanzhong, la qual era la porta nord d'entrada a la Província de Yi, la base de Liu. Per tant, Liu va demanar un tractat de fronteres amb Sun quan, que va acceptar i va portar tropes a diluir les forces de Cao.

### Incursió nocturna amb 100 genets
Posteriorment, Sun Quan va resistir al general de Cao Cao, Zhang Liao quan atacava Hefei des de Ruxu, i, assabentant-se que Cao havia personalment arribat en l'ajuda de la ciutat amb un fort exèrcit de 400.000 (afirmació de Cao Cao), Zhang Zhao, el cap de personal de Sun, va proposar fer una incursió als campaments de l'exèrcit de Cao per tal de baixar la seva moral. Gan llavors es proposà com a voluntari per efectuar una incursió nocturna només amb 100 genets. Cobert per la foscor, Gan s'esquitllà en el campament de Cao, i va botar foc a tot arreu, i va atacar a l'atzar. Enmig del caos, els soldats de Cao no hi eren segurs del nombre i la localització dels seus oponents, així que els defensors no van ser capaços de realitzar un contraatac efectiu. Després de generar un gran caos en el campament principal de Cao, Gan llavors va retornar al seu campament amb tots els seus 100 homes. Sun Quan, satisfet amb el seu èxit excepcional, li va concedir unes mil peces de seda i un centenar d'espases afilades pels seus 100 genets, i va exclamar: "Mengde (nom estilitzat de Cao Cao) té a Zhang Liao, i jo tinc a Xingba (nom estilitzat de Gan Ning)!"

### Mort
La novel·la històrica del Romanç dels Tres Regnes de Luo Guanzhong representa una escena en la qual Gan és mort per una fletxa disparada pel rei bàrbar Shamoke durant la batalla de Xiaoting, però en realitat, Gan ja havia mort d'una malaltia abans que la batalla tingués lloc.

## Família
- Avantpassat: Gan Mao (甘茂), general de l'Estat de Qin durant el període dels Regnes Combatents
- Fills:
  - Gan Gui (甘瓌), exiliat a Kuaiji per cometre un crim
  - Gan Shu (甘述), serví com a Secretari Imperial a Wu Oriental
- Net: Gan Chang (甘昌), fill de Gan Shu, va servir com a tutor del Príncep Hereu en Wu Oriental
- Besnet: Gan Zhuo (甘卓), fill de Gan Chang, general de la Dinastia Jin

## Comentaris
Gan era tosc i criminal, però obert de ment, coratjós i expert en tàctiques. La seva manca de respecte per la disciplina es veia equilibrada per la seva consideració als guerrers capacitats. Ell n'hi era extravagant i sovint cobria el seu equipament de viatge amb seda només per tallar la roba dalt quan marxava. Solia viatjar amb les seves bandes amb carruatges i corsers per terra, i quan anava per l'aigua en galeres o vaixells lleugers. Ell també va cometre assassinats tant en públic com en secret.